# Omar Fernández (político)
Omar Leonel Fernández Domínguez (Santo Domingo, Distrito Nacional; 5 de diciembre de 1991) es un abogado y político dominicano. Fue miembro de la Cámara de Diputados de la Republica Dominicana desde el 16 de agosto de 2020 hasta el 16 agosto de 2024. Actualmente es el senador por el Distrito Nacional para el período 2024-2028 por el partido Fuerza del Pueblo.
Fernández es director de Emprendimiento e Innovación de la Fundación Global Democracia y Desarrollo (FUNGLODE).

## Primeros años
Hijo de Leonel Fernández y de Rocío Domínguez Quezada, Omar Leonel Fernández Domínguez nació el 5 de diciembre de 1991 en Santo Domingo, República Dominicana.
Su abuela materna, Josefa Piedad Quezada Ramírez, es la vicealcaldesa de Jarabacoa desde el 24 de abril de 2020; anteriormente ella ostentó el cargo de alcaldesa del mismo municipio entre 2010 y 2016.
Se graduó de licenciado en Derecho en la Pontificia Universidad Católica Madre y Maestra (Summa Cum Laude) y realizó un Máster en Derecho de los Negocios Internacionales por la Universidad de Boston.

## Vida política
Aunque desde pequeño ha estado involucrado en la política, debido a que su padre, Leonel Fernández, fue presidente de la República en 3 ocasiones y presidente del PLD hasta el 2019, su inclusión directamente fue en 2020, cuando aspiró por primera vez a un cargo electivo a través del partido Fuerza del Pueblo.
En las elecciones extraordinarias del 5 de julio de 2020, Omar Fernández fue electo diputado al Congreso Nacional para el período 2020-2024.
En agosto del 2022 fue escogido como vocero de los Diputados de la Fuerza del Pueblo en la Cámara baja.
- Desde el Congreso Nacional ha sometido al menos 12 proyectos de ley, entre ellos:

- Proyecto de reforma a la ley 248-12 sobre protección y tenencia responsable de animales.[15]

- Proyecto de ley que crea el Centro Nacional de Criminología (CNC).[16]

- Proyecto de ley (aprobado) que regula los periodos de transiciones gubernamentales.[17]

- Proyecto de ley (aprobado) que procura declarar como prioridad nacional la situación de violencia contra la mujer.[18]

## Vida profesional
Ha enfocado su ejercicio profesional en las áreas de negocios y de inversión nacional y extranjera. Como abogado, ha ejercido carrera profesional desde su oficina Fernández & Fernández Abogados.
Ha participado en el desarrollo de la cultura de emprendimiento al desempeñarse como Director de Emprendimiento de la Fundación Global Democracia y Desarrollo (FUNGLODE). También ocupa la posición de Director Regional de la Hult Prize Foundation.

## Popularidad
Dentro y fuera del congreso, Omar ha marcado una diferencia con las antiguas prácticas de la política dominicana, en la que se acudía a las comunidades y los barrios sólo en tiempos de campaña política, buscando el visto bueno del electorado.
Desde que llegó al congreso, Fernández ha mantenido una cercanía con los ciudadanos, visitando los barrios del Distrito Nacional todos los fines de semana, lo que poco a poco fue dándole una popularidad, convirtiéndose en el político más popular y más querido por los ciudadanos, incluso dentro de la oposición.
Ha mantenido una defensa a las causas más justas como la de los animales, la familia, el emprendimiento y el porvenir de la nación.

## Candidatura al Senado
En noviembre de 2023 Omar Fernández anunció su candidatura a senador por el Distrito Nacional por el partido Fuerza del Pueblo y la coalición política Juntos Podemos.Unos días después se anunció que su candidatura estaría apoyada por la Alianza Rescate RD, una coalición que agrupa a los tres principales partidos mayoritarios de la oposición, es decir, las organizaciones Fuerza del Pueblo (FP), Partido de la Liberación Dominicana (PLD) y el Partido Revolucionario Dominicano (PRD).
La candidatura de Omar Fernández al senado fue la más atacada por sus contrincantes, incluyendo al gabinete del gobierno de Luis Abinader, éste último, al igual que el expresidente Hipólito Mejía, intervinieron personalmente, solicitando el apoyo de la ciudadanía hacia el candidato de su partido, Guillermo Moreno. Sin embargo, Fernández mantuvo una alta valoración en los capitaleños, aventajando al candidato oficialista por más de 20 puntos en las encuestas.
En una entrevista realizada en el almuerzo semanal del Grupo Corripio, Omar dijo: «Llama la atención que el Presidente de la República esté asumiendo con tanta vehemencia la candidatura a senador del candidato oficialista en el Distrito Nacional. Tanta atención llama, incluso, que un día de trabajo, miércoles en la mañana, un país con tantos problemas, se reúna no solamente el Presidente de la República, sino todos sus funcionarios, directores, la plana mayor, a ver cómo lograrán que aquello (la candidatura de Guillermo Moreno) como que encienda».
Para ganar la senaduría, Omar Fernández no solo tuvo que enfrentarse al gabinete de gobierno por la representación senatorial del Distrito Nacional, sino también a los ataques constantes que recibió a través de las redes sociales provenientes de personas que respaldaban al oficialismo, pero también en varios medios de comunicación, donde se intentó mancillar la imagen de Omar, a la vez que intentaron imponer al candidato oficialista como la mejor opción.
Vinicio Castillo, también conocido como "Vinicito", candidato a Senador por otra organización política, fue uno de los principales atacantes a Omar. Se especuló que lo hacía porque él quería ser el candidato a senador apoyado por Fuerza del Pueblo.
En las elecciones presidenciales y congresuales del 19 de mayo de 2024, Omar Fernández resultó ganador de la Senaduría por el Distrito Nacional al obtener un 56% de los votos frente al 39% obtenido por  su contrincante más cercano, Guillermo Moreno.